# Auf Wiedersehen Monty
Auf Wiedersehen Monty ist ein Jump-’n’-Run-Computerspiel in Seitenansicht, das 1987 von Gremlin Graphics für die damals gängigen 8-Bit-Heimcomputersysteme entwickelt und  vertrieben wurde. Es ist der vierte Teil der Monty Mole-Spieleserie. Obwohl das Spiel in Großbritannien entwickelt wurde, trägt es einen deutschen Namen und wurde unter diesem auch international größtenteils vermarktet. Lediglich in Frankreich änderte man den Titel auf Au Revoir Monty.

## Handlung
Der Spieler übernimmt die Rolle von Monty Mole, einem ehemaligen Minenarbeiter, der sich nach einem Gefängnisausbruch auf der Flucht vor der Polizei befindet. Monty Mole reist, beginnend in Gibraltar, quer durch Europa und sammelt dabei Geld auf. Ziel des Spiels ist es, nach der Reise durch unter anderem Frankreich, Deutschland und Italien genug Geld für den Kauf der fiktiven griechischen Insel „Montos“ gesammelt zu haben, um sich dort zur Ruhe setzen zu können. In typischer Platformer-Manier muss der Spieler durch zahlreiche Räume laufen und springen und dabei Feinden ausweichen. Zusätzlich gilt es, Geldscheine aufzusammeln und einige Puzzles zu lösen.

## Technik
Das Spiel ist, typisch für zweidimensionale Jump-’n’-Run-Spiele dieser Zeit, unterteilt in einzelne bildschirmgroße Räume, die in Seitenansicht dargestellt werden. Der Spieler bewegt die Spielfigur durch diese Räume, sammelt Gegenstände auf, weicht Monstern aus und versucht, Ausgänge zu erreichen, die in weitere Räume führen. Die Räume sind untereinander zu einem einfachen Labyrinth verbunden und stellen, als zweidimensionale Karte akkumuliert, eine Europakarte dar. Jeder Raum symbolisiert eine Stadt, die im unteren Teil des Bildschirms genannt wird. Es gibt insgesamt 80 Räume (thematisch unterteilt nach Ländern) und 64 aufzusammelnde Geldscheine. An bestimmten Stellen des Spiels sind bestimmte Gegenstände vonnöten, um voranzukommen.
Der Titel des Spiels ist eine Anspielung auf die in den 1980er-Jahren populäre, britische TV-Serie Auf Wiedersehen, Pet. Der Spieldesigner, Peter Harrap, verließ seinen Arbeitgeber Gremlin Graphics nach Fertigstellung des Spiels im Streit. Die Musik von Auf Wiedersehen Monty wurde von Rob Hubbard und Ben Daglish, zwei der profiliertesten Computermusiker der Heimcomputerära, komponiert.

## Rezeption
Auf Wiedersehen Monty gilt als einer der besseren Platformer seiner Zeit. In der Leserwahl des Crash Magazine wurde das Spiel 1987 als Sieger der Kategorie „Platform Game“ ausgezeichnet. 1993 wurde es in der Leserwahl zur Official Game Top 100 Of All Time des Magazins Your Sinclair auf Platz 57 gewählt. Computer and Video Games befand, das Spiel sei „enorm fordernd, süchtig machend und unterhaltsam“. Zzap! hingegen kritisierte den mangelnden Innovationswillen des Spiels und die obskuren Puzzles.
- Commodore16.com: 8/10[6]
- Your Sinclair: 9/10[7]
- Zzap!: 46 %[5]